# Pseudopoda grahami
Pseudopoda grahami là một loài nhện trong họ Sparassidae.
Loài này thuộc chi Pseudopoda. Pseudopoda grahami được Irving Fox miêu tả năm 1936.